# Yorkshire pudding

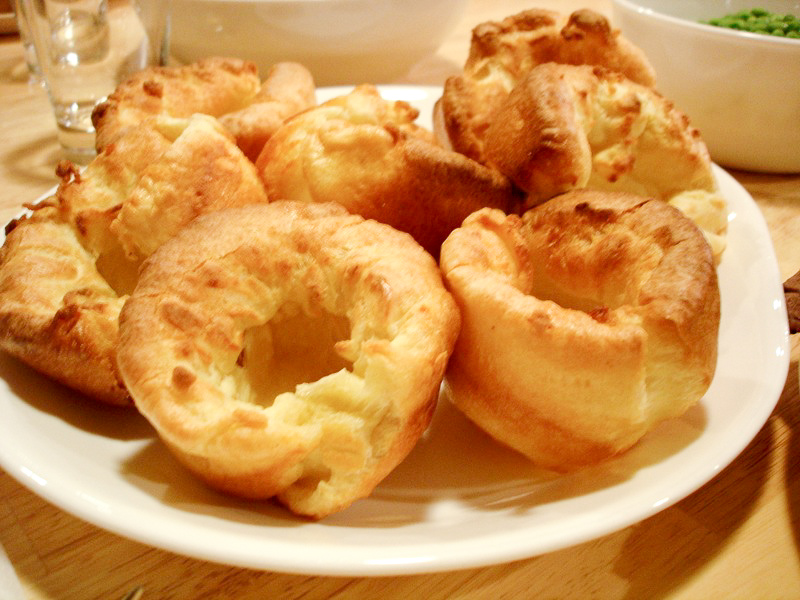
Assiette de Yorkshire puddings nature.

Le Yorkshire pudding est un plat originaire du nord de l'Angleterre, peut-être du Yorkshire, mais son origine précise est inconnue. Sa popularité s'étend aujourd'hui bien au-delà de cette région. Contrairement à la grande majorité des puddings britanniques, le Yorkshire pudding n'est pas un dessert.
Confectionné à partir d'une pâte à base de lait, d'œufs, de farine et de sel, il accompagne traditionnellement le plat principal. Le Yorkshire pudding se marie particulièrement bien avec un rôti de bœuf, du poulet, et plus généralement avec tous les plats en sauce. Le jus de viande est en effet considéré par les Anglais comme son accompagnement idéal.
Quand il est mangé en entrée, le Yorkshire pudding s'accompagne d'un jus fait à base d'oignons. On dit souvent que son but était de commencer le repas par un mets copieux et très bon marché pour, par la suite, servir les autres plats, plus onéreux, en moindre quantité.

## Préparation
La pâte est versée sur une plaque de cuisson préalablement huilée, de telle sorte qu'elle forme de petits disques de la taille voulue pour le pudding, puis elle est enfournée à haute température (environ 200 °C). La cuisson est achevée lorsque la pâte lève. Traditionnellement, le Yorkshire pudding est mis à cuire sous une pièce de viande afin d'en récupérer le gras. Il peut également être cuit dans le même plat que celui utilisé pour rôtir la viande après que celle-ci en a été retirée. De ces deux manières, les graisses de cuisson peuvent imbiber le Yorkshire pudding pendant qu'il monte. Il peut être fait dans de petits moules à muffins pouvant contenir environ deux cuillères à soupe de pâte. Dans ce cas, les moules sont huilés avec une à deux cuillères à café d'huile. Le Yorkshire pudding se congèle très bien.